# Рубцов, Сергей Александрович
Сергей Рубцов (род. 4 сентября 1964 года) - казахстанский легкоатлет, специализировавшийся в толкании ядра.

## Карьера
В родном Глазове начал заниматься борьбой. В 15 лет переквалифицировался в толкателя ядра. После года службы в ракетных войсках в Новосибирске был переведён в Алма-Ату в СКА. После окончания службы вернулся в Глазов, некоторое время тренировался в Ижевске, Москве. Дважды становился призером чемпионата СССР. 
А в 1993 году вернулся в Алма-Ату. В карьере Сергея Рубцова несколько пьедесталов на чемпионатах Азии, Азиатских Играх.  
Рубцов является обладателем рекордов Казахстана как в зале, так и на открытом воздухе. 
Участник Олимпиад 1996  и 2000 годов. Участник трёх чемпионатов мира.

## Пауэрлифтинг
По окончании активной карьеры стал выступать в пауэрлифтинговых состязаниях. В годы СССР он уже занимался этим спортом, а в 1992 году даже становился бронзовым призёром чемпионата СССР и даже принимал участие в чемпионате мира 1991 года в Бирмингеме, где занял девятое место в категории свыше 125 кг с результатом 870 кг (210 + 310 + 350).
Вице-чемпион мира 2011 года по пауэрлифтингу WPC в Риге. 
На чемпионате мира по пауэрлифтингу  WPC 2013 года (Прага, Чехия) в сверхтяжелой весовой категории свыше 140 кг Сергей Рубцов завоевал 3 золотых медали (по жиму лежа, становой тяге и пауэрлифтингу среди ветеранов) и одну серебряную (в открытом первенстве по пауэрлифтингу). При этом С. Рубцов показал феноменальный результат в становой тяге, подняв штангу весом 340 кг .
На чемпионате мира 2014 года в Майами Сергей Рубцов выиграл престижное золото в открытом первенстве среди мужчин свыше 140 кг. В свои 50 лет он  уверенно стал сильнейшим атлетом-супертяжеловесом на планете. В зачете мастеров (ветеранов) Сергей обновил сразу 5 мировых рекордов.